# Дутка, Каролина Михайловна
Каролина Михайловна Дутка (род. 18 января 1995, Бендеры, Молдова) — мультидисциплинарная художница (часть работ создана в соавторстве — с мужем Валентином Сидоренко), в своей практике использующая фотографию, видео и текст. Лауреат премии фонда Франсуа Шнайдера (2021). Групповые и персональные выставки работ проходили в Чехии, Сербии, Германии, Франции, Румынии, Бразилии, России, Украине, Молдове и Приднестровье.

## Биография
Каролина родилась в 1995 году в городе Бендеры в Приднестровье (Молдова).
Каролина дебютировала в 2016 году с темой дискриминации ЛГБТК+ сообщества в Приднестровье..
В 2016 году поступила на двухгодичный курс по документальной фотографию и фотожурналистики в Академии Фотографика в Санкт-Петербурге.
В 2017 году она начала работать с женщинами, которые пострадали от домашнего насилия. Отталкиваясь от личной истории, Каролина сделала проект The Places of Violence.
С 2019 начала работать совместно с мужем Валентином Сидоренко.
Совместно с Валентином Сидоренко, она создаёт ироничную серию «Апэ», о мифологическом существе, живущем у реки Днестр. Работа была удостоена премии фонда Франсуа Шнайдера (Франция) и хранится в коллекции фонда.. 

## Личная жизнь
- Замужем за Валентином Сидоренко, художником.

## Награды
- (2018) Специальный приз жюри, Фотофестиваль Les Nuits de Pierrevert, Франция[7]
- (2021) Победитель премии фонда Франсуа Шнайдера